# Dezoksiribonukleotid
Dezoksiribonukleotid je DNK monomer, komponenta dezoksiribonukleinske kiseline. Svaki dezoksiribonukleotid se sastoji od tri dela: azotne baze, dezoksiriboznog šećera, jedna ili više fosfatnih grupa. Azotna basa ja uvek vezana za 1' ugljenik dezoksiriboze, koja se razlikuje od riboze po prisustvu protona na 2' ugljeniku umesto -OH grupe. Fosfatna grupa se vezuje za 5' ugljenik šećera.
Kad se dezoksiribonukleotidi polimerizuju da formiraju DNK, fosfatna grupa iz jednog nukleotida se vezuje za 3' ugljenik na drugom nukleotidu, formirajući fosfodiestarsku vezu putem dehidratacione sinteze. Novi nukleotidi se uvek dodaju na 3' ugljenik zadnjeg nukleotida, tako da sinteza uvek napreduje od 5' do 3'.

## Literatura
- Даринка Кораћевић; Гордана Бјелаковић; Видосава Ђорђевић. Биохемија. савремена администрација. ISBN 978-86-387-0622-8.

## Spoljašnje veze
- Deoxyribonucleotides на 